# Liste der Baudenkmale in Oldenburg (Oldb) – Steinweg
In der Liste der Baudenkmale in Oldenburg (Oldb) – Steinweg stehen alle Baudenkmale der Straße Steinweg in Oldenburg (Oldb).  Die Quelle der IDs und der Beschreibungen ist der Denkmalatlas Niedersachsen.
Der Stand der Liste ist das Jahr 2022(18).

## Allgemein
In den Spalten befinden sich folgende Informationen:
- Lage: die Adresse des Baudenkmales und die geographischen Koordinaten. Kartenansicht, um Koordinaten zu setzen. In der Kartenansicht sind Baudenkmale ohne Koordinaten mit einem roten Marker dargestellt und können in der Karte gesetzt werden. Baudenkmale ohne Bild sind mit einem blauen Marker gekennzeichnet, Baudenkmale mit Bild mit einem grünen Marker.
- Bezeichnung: Bezeichnung des Baudenkmales
- Beschreibung: die Beschreibung des Baudenkmales. Unter § 3 Abs. 2 NDSchG werden Einzeldenkmale und unter § 3 Abs. 3 NDSchG Gruppen baulicher Anlagen und deren Bestandteile ausgewiesen.
- ID: die Objekt-ID des Baudenkmales
- Bild: ein Bild des Baudenkmales, ggf. zusätzlich mit einem Link zu weiteren Fotos des Baudenkmals im Medienarchiv Wikimedia Commons. Wenn man auf das Kamerasymbol klickt, können Fotos zu Baudenkmalen aus dieser Liste hochgeladen werden:

Zurück zur Hauptliste
| Lage                                   | Bezeichnung                         | Beschreibung | ID       | Bild |
| -------------------------------------- | ----------------------------------- | --- | -------- | ---- |
| Steinweg 8 53° 8′ 33″ N, 8° 12′ 23″ O  | Wohnhaus                            | Dreigeschossiger Putzbau von vier Achsen unter Walmdach. Links zweigeschossiger Anbau unter Flachdach, später verändert. EG etwas niedriger, Eingang links. Putzgliederung: horizontale Fugen, geschossteilende Gesimse, Fensterrahmungen, im 2. OG Brüstungsfelder. Erbaut 1896 durch Maurermeister Johann Heinrich Brandes. | 37422872 | BW   |
| Steinweg 14 53° 8′ 34″ N, 8° 12′ 22″ O | Wohnhaus                            | Eckhaus zur Kleinen Straße auf spitzem trapezförmigen Grundriss. Zweigeschossiger Putzbau von sechs Achsen (rechte Achse blind) unter Mansardwalmdach. Rechts an der Ecke zwei Achsen (im EG ein breites Fenster). Zwei Giebelgaupen und auf der rechten Seite eine weitere. Eingang auf der linken Seite. Fenster im OG segmentbogig. Putzgliederung: geschossteilende Gesimse, Sturzgesimse und im Obergeschoss Brüstungsgesims, im EG gequaderte Lisenen mit Kämpfern, im OG Fensterrahmungen und Brüstungsfelder, Traufgesims. Erbaut 1898. | 37422893 | BW   |
| Steinweg 13 53° 8′ 33″ N, 8° 12′ 21″ O | Evangelisches Krankenhaus (Kapelle) | Saalkirche aus Backstein über Sockelgeschoss unter Satteldach. Östlich zum Steinweg polygonale eingezogene Apsis, westlich Anbau mit Eingang. Polygonaler Dachreiter unter Schweifhaube. Am Schiff zwei Dreifenstergruppen, jeweils in Putzfeld. Kapelle des 1893 eröffneten Evangelischen Krankenhauses, erbaut 1909, Architekten: Gebrüder Barkemeyer. | 37421605 |      |
| Steinweg 18 53° 8′ 34″ N, 8° 12′ 21″ O | Wohnhaus                            | Zweigeschossiger Putzbau von fünf Achsen unter Mansardwalmdach. Eingang mittig. Zwerchhaus mit Voluten. Putzgliederung: geschossteilendes Gesims, im Erdgeschoss Sturzgesims, im OG Brüstungsgesims, im EG gequaderte Lisenen mit Kämpfern, im OG Fensterrahmungen und Brüstungsfelder, in der Mitte als Balusterbrüstung, Traufgesims. Erbaut 1899, Architekt: Carl Friedrich Spieske. | 37422913 | BW   |
| Steinweg 27 53° 8′ 37″ N, 8° 12′ 18″ O | Wohnhaus                            | Zweigeschossiger Putzbau von vier Achsen über Kellersockel unter Walmdach. Linke zwei Achsen Risalit mit Dreiecksgiebel. Eingang auf der rechten Seite, davor Freitreppe. Fenster im EG segmentbogig, im OG rundbogig. Putzgliederung: Rustizierung des Sockels, geschossteilende Gesimse, im EG horizontale Fugen und Kantenquaderung, im OG Brüstungsgesims, Fensterrahmungen, Brüstungsfelder und Kantenpilaster, Kranzgesims mit Konsolfries. Vorgarten und eiserne Einfriedung. Erbaut 1884–1885, vermutlich durch Mauermeister Johann Heinrich Brandes. | 37468275 |      |
| Steinweg 29 53° 8′ 37″ N, 8° 12′ 18″ O | Wohnhaus                            | Zweigeschossiger Putzbau von vier Achsen über Sockelgeschoss unter Mansardwalmdach. Linke zwei Achsen Risalit. Auf der rechten Seite zurückgesetzter Vorbau mit Eingang. Fenster im EG segmentbogig. Moderne Schleppgaupe. Putzgliederung: Rustizierung des Sockels, Kantenquaderung, im Erdgeschoss horizontale Fugen, geschossteilende Gesimse, Fensterrahmungen, im EG Balusterbrüstungen, im OG Brüstungsreliefs, Traufgesims mit Zahnschnitt. Vorgarten. Erbaut 1896–1897, Architekt: G. Willers. | 37468297 |      |
| Steinweg 31 53° 8′ 38″ N, 8° 12′ 19″ O | Wohnhaus                            | Eckhaus zur Katharinenstraße. Zweigeschossiger Putzbau unter Halbwalmdach, links zum Steinweg vier Achsen, abgeschrägte Ecke von einer Achse, rechts zur Katharinenstraße drei Achsen. Rundbogige Eingänge links und an der Ecke. Ecke und benachbarte Achsen Risalit, ferner Eckrisalit von einer Achse links am Steinweg. Im EG Ladeneinbau mit einer bauzeitlichen Eisensäule. Rechts moderne Schleppgaupe. Putzgliederung: im EG Quaderung, geschossteilendes Gesims, im OG Brüstungsgesims, Fensterrahmungen, an den Eingängen Pilaster, im OG Brüstungsfelder und Ädikulen, an der Ecke im OG Französischer Balkon, Traufgesims mit Konsolfries. Am Steinweg links niedrigerer zweigeschossiger Anbau von zwei Achsen unter Satteldach. Erbaut 1876, Architekt: Joh. Wempe. | 37468319 | BW   |
| Steinweg 33 53° 8′ 39″ N, 8° 12′ 18″ O | Wohnhaus                            | Eckhaus zur Katharinenstraße. Zweigeschossiger Putzbau von vier Achsen über Kellersockel unter Mansardwalmdach. Zweite Achse von rechts Risalit mit Eingang, darüber Segmentbogengiebel. Dritte Achse von rechts mit Balkonen in beiden Geschossen, oben mit eiserne Überdachung. Linke Achse Risalit mit geknicktem Giebel, davor polygonaler zweigeschossiger Standerker. Zwei Schleppgaupen und moderne bekrönende Giebelgaupe. Auf der linken Seite zur Katharinenstraße einachsiger dreigeschossiger Risalit mit Schweifgiebel. Bauzeitliche Raumstruktur und wandfeste Innenausstattung erhalten. Zu beiden Straßen Vorgarten und eiserne Einfriedung. Erbaut 1909 durch Zimmermeister Hahnenkamp, 1919 umgebaut.                                                           | 42022592 | BW   |
| Steinweg 35 53° 8′ 40″ N, 8° 12′ 18″ O | Wohnhaus                            | Zweigeschossiger Putzbau von drei Achsen über Sockelgeschoss unter Pyramidendach. Mittig Eingang mit Freitreppe, rechts Sockel vorgezogen für Terrasse mit später verändertem Wintergartenaufbau, links eingeschossiger polygonaler Standerker. Putzgliederung: Rustizierung des Sockels, geschossteilende Gesimse, Brüstungsgesimse, Fensterrahmungen, im OG Brüstungsfelder, Traufgesims mit Sägezahnfries. Vorgarten mit moderner Einfriedung. Erbaut 1866, Architekt: Carl Friedrich Spieske. | 37468341 |      |
| Steinweg 37 53° 8′ 40″ N, 8° 12′ 18″ O | Wohnhaus                            | Zweigeschossiger Putzbau von vier Achsen über Sockelgeschoss unter Walmdach. Mittig zweiachsiges Zwerchhaus. Auf der rechten Seite zurückgesetzter Vorbau mit Eingang. Fenster segmentbogig. Putzgliederung: Rustizierung des Sockels, geschossteilende Gesimse, Brüstungsgesimse, horizontale Fugen, Rustizierung der Kanten, Fensterrahmungen, Brüstungsfelder, am Zwerchhaus Pilaster. Vorgarten. Erbaut 1903 durch Maurermeister Fritz Hegeler. | 37468539 |      |
| Steinweg 46 53° 8′ 43″ N, 8° 12′ 20″ O | Wohnhaus                            | Giebelständiger eineinhalbgeschossiger Putzbau von vier Achsen über Kellersockel mit Drempel unter Satteldach (Typus „Oldenburger Hundehütte“). Mittig Sockel vorgezogen für Terrasse. Eingang auf der rechten Seite. Putzgliederung: geschossteilende Gesimse, Fensterrahmungen. Vorgarten und eiserne Einfriedung. Erbaut 1875, Architekt: wohl Johann Georg Carl Pestrop. | 37468363 | BW   |
| Steinweg 47 53° 8′ 44″ N, 8° 12′ 19″ O | Wohnhaus                            | Giebelständiger eineinhalbgeschossiger Putzbau von vier Achsen über Kellersockel mit Drempel unter Satteldach (Typus „Oldenburger Hundehütte“). Links polygonaler eingeschossiger Standerker. Auf der rechten Seite zurückgesetzter Vorbau mit Eingang. Putzgliederung: geschossteilende Gesimse, Fensterrahmungen, im Giebel mittig Ädikula in Form einer Serliana. Vorgarten und eiserne Einfriedung. Erbaut wohl um 1875. | 37468451 | BW   |
| Steinweg 48 53° 8′ 44″ N, 8° 12′ 20″ O | Wohnhaus                            | Giebelständiger eineinhalbgeschossiger Putzbau von vier Achsen über Sockelgeschoss mit Drempel unter Satteldach (Typus „Oldenburger Hundehütte“). Im Souterrain links jüngerer Garageneinbau. Eingang auf der rechten Seite. Putzgliederung: geschossteilende Gesimse, horizontale Fugen, Fensterrahmungen, im Giebel mittig Pilaster und Gebälk. Vorgarten. Erbaut wohl 1875, Architekt: wohl Johann Georg Carl Pestrop. | 37468385 | BW   |
| Steinweg 49 53° 8′ 44″ N, 8° 12′ 19″ O | Wohnhaus                            | Giebelständiger eineinhalbgeschossiger Putzbau von vier Achsen über Kellersockel mit Drempel unter Satteldach (Typus „Oldenburger Hundehütte“). Auf der rechten Seite zurückgesetzter Vorbau mit Eingang. Putzgliederung: geschossteilende Gesimse, im Giebel Quaderung, Fensterrahmungen, im Giebel mittig Brüstungsfelder und Gebälk. Vorgarten. Erbaut 1876 durch Maurermeister J. Oetken. | 37468473 | BW   |
| Steinweg 50 53° 8′ 44″ N, 8° 12′ 20″ O | Wohnhaus                            | Giebelständiger eineinhalbgeschossiger Putzbau von vier Achsen über Sockelgeschoss mit Drempel unter Satteldach (Typus „Oldenburger Hundehütte“). Eingang auf der rechten Seite. Fenster im Giebel mittig rundbogig. Putzgliederung: geschossteilende Gesimse, Quaderung, Fensterrahmungen, im Giebel mittig Brüstungsfelder und Pilaster. Vorgarten. Erbaut wohl 1876. | 37468407 | BW   |
| Steinweg 51 53° 8′ 44″ N, 8° 12′ 19″ O | Wohnhaus                            | Giebelständiger eineinhalbgeschossiger Putzbau von vier Achsen über Sockelgeschoss mit Drempel unter Satteldach (Typus „Oldenburger Hundehütte“). Mittig Sockel vorgezogen für Terrasse, darauf modern veränderter Wintergarten. Auf der rechten Seite zurückgesetzter Vorbau mit Eingang. Putzgliederung: geschossteilende Gesimse, Quaderung, Fensterrahmungen, im Giebel Brüstungsfelder. Vorgarten. Erbaut 1880–1881, Architekt: Johann Wempe. | 37468495 | BW   |
| Steinweg 52 53° 8′ 45″ N, 8° 12′ 20″ O | Wohnhaus                            | Giebelständiger eineinhalbgeschossiger Putzbau von vier Achsen über Sockelgeschoss mit Drempel unter Satteldach (Typus „Oldenburger Hundehütte“). Eingang auf der linken Seite. Putzgliederung: geschossteilende Gesimse, Quaderung, Fensterrahmungen, im Giebel mittig Brüstungsfelder. Vorgarten. Erbaut 1876, Architekt: Johann Georg Carl Pestrop. | 37468429 | BW   |
| Steinweg 53 53° 8′ 45″ N, 8° 12′ 19″ O | Wohnhaus                            | Eckhaus zur Kastanienallee. Giebelständiger eineinhalbgeschossiger Putzbau von vier Achsen über Sockelgeschoss mit Drempel unter Satteldach (Typus „Oldenburger Hundehütte“). Mittig Sockel vorgezogen für Terrasse. Auf der rechten Seite zurückgesetzter Vorbau mit Eingang. Putzgliederung: geschossteilende Gesimse, Fensterrahmungen, im Giebel Brüstungsfelder und mittig Pilaster und Gebälk. Vorgarten. Erbaut 1876 durch Maurermeister Johannes Oetken. | 37468517 | BW   |